# Karl Hess
Karl Hess (født 1801 i Düsseldorf, død 16. november 1874 i Reichenhall) var en tysk maler. Han var søn af Carl Ernst Christoph Hess og bror til Peter og Heinrich Maria von Hess.
Hess malede landskaber med livlig staffage af dyr. I Berlins Nationalgalleri findes Tyrolsk landskab og Kvæg.